# Michael Bishop (baron Glendonbrook)
Pour les articles homonymes, voir Michael Bishop et Bishop.
Michael David Bishop (né le 10 février 1942) est un homme d'affaires britannique et un pair à vie qui s'est fait connaître en tant que propriétaire de la compagnie aérienne BMI. Il vend sa participation dans la compagnie aérienne à Lufthansa le 1er juillet 2009 et a une fortune personnelle estimée à 280 millions de £. Il est l'un des premiers cadres supérieurs ouvertement homosexuels du pays .

## Jeunesse
Michael Bishop est né à Bowdon, Cheshire. Fils d'un chef d'usine, à l'âge de six ans, il fait un vol d'agrément et, en 1949, ses parents l’emmènent sur un vol Aer Lingus à destination de Dublin à la recherche de chocolat, une rareté dans le Rationnement d'après-guerre à Manchester .
Formé à la Mill Hill School indépendante du nord de Londres, il aime voler et par conséquent occupe une série d'emplois de vacances scolaires avec un photographe aérien .

## Carrière professionnelle
En 1963, Bishop rejoint les opérations d'assistance en escale de Mercury Airlines, basée à Manchester, une compagnie aérienne de vols réguliers et charter, qui est reprise par British Midland Airways (plus tard rebaptisée BMI) en octobre 1964. Bishop rejoint British Midland et devient directeur général de la compagnie aérienne en 1969 et directeur général de l'entreprise en 1972.
En 1978, le groupe d'investissement londonien Minster Assets, qui possède British Midland, décide de vendre sa participation. Avec l'aide d'un dentiste californien entreprenant, Bishop lève 2,5 millions de £ pour diriger le rachat par le direction, et est ensuite nommé président : «J'ai dû emprunter de l'argent à un citoyen américain. La plupart des investisseurs en capital-risque veulent un rendement de 40% pour compenser tous leurs autres échecs, et ils veulent une stratégie de sortie. " . À partir de 1969, il est la principale force motrice derrière la croissance régulière de la compagnie aérienne, qui détenait onze pour cent des créneaux d'atterrissage et de décollage à l'aéroport de Londres Heathrow, juste derrière British Airways, et un réseau de routes couvrant l'Europe, Amérique du Nord, Asie et Afrique.
Bishop détient auparavant une participation de contrôle de 50% + 1 action de BMI, la compagnie aérienne allemande Lufthansa détenant 30% moins 1 action et SAS Airlines 20% supplémentaires. En octobre 2008, dans le cadre d'un accord conclu en 1999 dans le cadre du paquet pour que BMI rejoigne la Star Alliance , Bishop accepte de vendre sa participation de 50% à Lufthansa pour une somme non divulguée, bien que les rapports suggèrent qu'elle est d'environ 318 millions de livres sterling . BDLH (holding de LH) acquiert la part de Bishop's le 1er juillet 2009, en prenant le contrôle total de la société.

## Fin de carrière
Entre 1991 et 1993, Bishop est vice-président de la télévision Channel 4, devenant président de 1993 à 1997 . Il est également membre du conseil d'administration de Sir Nigel Rudd's Williams plc., et vice-président d' Airtours .
En 1986, il est nommé CBE, et en 1991, il est fait chevalier. Il reçoit un doctorat honorifique en droit (LL. D) de l'Université de Leicester le 12 juillet 2007.
Dans une enquête annuelle réalisée par The Independent auprès des homosexuels les plus influents du Royaume-Uni, Bishop est classé 5e en 2005 et 6e en 2006.
En février 2011, il est créé pair à vie en tant que baron Glendonbrook, de Bowdon dans le comté de Cheshire et est présenté à la Chambre des lords le mois suivant, où il siège en tant que conservateur.

## Vie privée
Bishop est ouvertement gay et, depuis 2008, s'est prononcé publiquement sur les droits des homosexuels . Il est souvent qualifié de "pimpant" par la presse, pour souligner son sens aigu de l'élégance.
Membre du Parti conservateur depuis l'âge de 17 ans, il est président du conseil d'administration de la D'Oyly Carte Opera Company -qui promeut et parfois, ces dernières années, est revenu à la production des opéras de Gilbert et Sullivan -due à son parrainage financier personnel ,. Bishop vit à Londres  et à l'abbaye de Bruern, West Oxfordshire, après avoir acheté la propriété du XVIIIe siècle en 2013. L'abbaye est entièrement rénovée avec l'installation d'un «grand et impressionnant escalier en pierre en porte-à-faux et vingt-cinq kilomètres de câbles de données» ainsi que d'un «grand parking souterrain» .